# Okrúhle
Okrúhle este o comună slovacă, aflată în districtul Svidník din regiunea Prešov. Localitatea se află la altitudinea de 236 m deasupra n.m., se întinde pe o suprafață de 14,97 km2 și în 2017 număra 624 de locuitori.

## Istoric
Localitatea Okrúhle este atestată documentar din 1414.

## Demografie
| An:                | 1994 | 2004   | 2014   | 2024    |
| ------------------ | ---- | ------ | ------ | ------- |
| Număr de persoane: | 628  | 641    | 636    | 562     |
| Diferență:         |      | +2,07% | −0,78% | −11,63% |

| An:                | 2023 | 2024   |
| ------------------ | ---- | ------ |
| Număr de persoane: | 563  | 562    |
| Diferență:         |      | −0,17% |